# ديان دي ليو
ديان مارغريت دي ليو (مواليد 19 نوفمبر 1955) لاعبة تزلج على الجليد فردي هولندية أمريكية، مثلت هولندا في البطولات التي شاركت فيها، هي حاملة الميدالية الذهبية في بطولة العالم للتزلج على الجليد 1975 ، وبطلة أوروبا عام 1976، والحائزة على الميدالية الفضية في دورة الألعاب الأولمبية الشتوية 1976.

## حياتها الشخصية
وُلدت دي ليو في مدينة أورانج بكاليفورنيا بالولايات المتحدة لأم هولندية وأب يحمل الجنسيتين الأمريكية والهولندية. تزوجت من مدربها السابق دوج تشابمان.